# レイ・アンソニー・ヨンソン
レイ・アンソニー・ヨンソン（原語の発音：レイ・アンソニー・ヨーンッソン、Ray Anthony Jónsson、1979年2月3日 - ）は、フィリピン出身の元同国代表の元サッカー選手、サッカー指導者。現役時代のポジションはDF。

## 経歴
父親はアイスランド人で母親はフィリピン人である。フィリピン・セブ州リロアンで生まれ、8歳の時にアイスランドへ移住した。1997年よりグリンダビクのトップチームに昇格しプレーしている。2001年にはアイスランドのU-21代表に選出されている。
2010年、フィリピン代表よりAFFスズキカップの予選のため招集を受け、試合に出場している。